# 2C-E
2C-E – organiczny związek chemiczny, psychodeliczna substancja psychoaktywna z rodziny 2C, pochodna fenyloetyloaminy, opisana po raz pierwszy przez Alexandra Shulgina. Zgodnie z PIHKAL dawkowanie 2C-E waha się w przedziale 10–25 mg a czas działania wynosi 8 do 12 godzin.

## Działanie
2C-E jest silnym psychodelikiem. Efekty działania tej substancji są bardzo indywidualne i zależą od wielu czynników (set and setting), zwykle jednak obejmują efekty wizualne, pobudzenie, intensyfikację bodźców zewnętrznych, poprawienie nastroju i humoru, zmiany w odbiorze muzyki i dźwięków oraz ogólne silne zmiany percepcyjne. W porównaniu do podobnych substancji, jak 2C-B i 2C-I, 2C-E powoduje znacznie silniejsze i wyraźniejsze efekty psychodeliczne jak synestezja, efekty wizualne czy głębsze odczuwanie wrażeń zmysłowych. Również dawkowanie tej substancji jest niższe i dawki większe niż 25 mg zwykle powodują głównie nasilenie body loadu oraz nieprzyjemnych efektów fizycznych i psychicznych.